# Segue
Un segue este o tranziție lină de la un subiect sau secțiune la alta .

## În muzică
În muzică, segue este o direcție către interpret. Aceasta înseamnă să continue (secțiunea următoare), fără o pauză. Provine din italiană și înseamnă "urmează.". Termenul attacca, este de asemenea, utilizat în muzica clasică.
Pentru muzica scrisă ea implică o tranziție de la o secțiune la alta, fără nici o pauză. În improvizație, acesta este adesea folosită pentru tranziții creat ca o parte a interpretarii, ceea ce duce de la o secțiune la alta.
În spectacolele live, un segue poate avea loc în timpul unui jam session, unde improvizația la sfârșitul melodiei progreseaza intr-un cantec nou. Segues-urile pot aparea chiar si intre grupuri de muzicieni în timpul spectacolurilor live. De exemplu, în timp ce o trupa isi termină setul, membrii din trupa următoare înlocuiesc membrii din prima trupă unul câte unul, până când are loc schimbul complet al trupei.
În muzica înregistrată un segue este o tranziție lină între un cântec și altul. Efectul este adesea realizat prin beatmatching, în special pe înregistrări de dans și disco, sau prin aranjamente ce creează efectul unei suite muzicale, un stil clasic, de asemenea, utilizat în multe înregistrări de rock progresiv.
Unele notații de album fac distincția în listele de piese prin utilizarea unor simboluri, cum ar fi >, →, sau / pentru a indica fluxul continuu de melodii.

## În jurnalism
În jurnalism, un segue este o metodă de tranziție lină de la un subiect la altul. Un segue permite gazdei sau scriitorului să continue în mod natural un alt subiect, fără a zăpăci publicul. Un segue bun face schimbarea subiectului să pară ca o prelungire naturală a discuției.